# Direct system
Le direct system (terme anglais qui signifie « système direct »), est un raccord rapide qui permet de connecter un tuyaux de moyenne pression. Par exemple sur un inflateur. 

## Description
Le direct system est essentiellement un tube branché en une de ses extrémités à la réserve d'air respirable du plongeur et en son autre extrémité à un autre tube flexible qui part, le plus souvent, de la partie supérieure gauche de son gilet stabilisateur. Il est impératif qu'il soit situé en permanence à portée des mains du plongeur et il est au moins équipé des deux boutons suivants :
- L'inflateur permet d'ouvrir une valve située à l'endroit de branchement du direct system. Le bouton d'inflateur fonctionne avec une simple pression du doigt. Lorsque le plongeur cesse d'appuyer, un ressort pousse le bouton sur sa position de départ et le passage de l'air est à nouveau fermé par la valve interne de l'inflateur. Par métonymie le direct system dans son ensemble peut aussi être appelé « inflateur ».

- La purge lente est aussi équipée d'un ressort fermant une autre valve, qui elle n'autorise que la sortie de l'air contenu dans le gilet. Quand le plongeur appuie sur le bouton de sa purge lente cela a comme résultat de vider l'air contenu dans son gilet, qui s'échappe par une ouverture, sous forme de bulles. En cessant d'appuyer sur la purge lente la valve se referme aussitôt et l'air restant dans le gilet (s'il en reste) cesse de s'en échapper.

## Utilisation
En agissant sur ces deux boutons, inflateur et purge lente, le plongeur peut se stabiliser en permanence, selon la profondeur à laquelle il se trouve. En général un plongeur a besoin de commencer à gonfler son gilet avant d'avoir atteint 10 mètres de profondeur. En descendant en profondeur sa flottabilité deviendra négative (il aura tendance à couler) et il se verra obligé de gonfler à nouveau son gilet jusqu'à obtenir une flottabilité neutre (aussi dite « nulle »), car l'augmentation de la pression environnante comprimera l'air de son gilet et sa combinaison; ceux-ci verront diminuer leur volume, et donc la poussée d'Archimède. En rapport à sa masse, le plongeur a donc besoin de maintenir un volume d'air constant à l'intérieur de son gilet stabilisateur pour être en équilibre (ne pas couler ou bien l'inverse : ne pas être propulsé vers la surface). Ainsi pour rétablir le volume d'air nécessaire à une flottabilité neutre (en équilibre), il devra gonfler son gilet proportionnellement à la profondeur à laquelle il se trouve. Ensuite, pendant la remontée en surface, la diminution progressive de la pression environnante produira le phénomène inverse que celui de la compression : l'air contenu dans son gilet augmentera de volume, ce qui le propulserait vers la surface s'il ne purgeait pas progressivement son gilet grâce à sa purge lente.
Un plongeur qui se voit contraint à épargner son air peut toujours gonfler son gilet en soufflant sur l'ouverture de la purge lente tout en appuyant simultanément sur le bouton de celle-ci. Cette manœuvre est cependant déconseillée (risque de surpression et d'ADD). De même, si au cours d'une remontée le plongeur avait à subir une panne d'air (épuisement de sa réserve d'air) il peut aussi purger son gilet stabilisateur comme il le ferait au cours d'une remontée habituelle mais en appliquant la purge dans sa bouche et en inspirant ainsi cette dernière réserve d'air, le temps de regagner la surface.
Les gilets de stabilisation sont généralement pourvus d'une à trois purges complémentaires dites « rapides » qui permettent de purger l'air du gilet plus rapidement qu'avec la purge lente. Ces purges sont une purge haute située généralement sur l'épaule droite, une purge basse située généralement dans le bas du dos à droite dont la tirette est parfois déportée sur l'avant du gilet et un « Fenstop » qui est une purge rapide intégrée au direct system et qui s'ouvre en tirant sur celui-ci.

## Histoire

### Précédents historiques
Un médecin d'Argentan, le docteur Manuel Théodore Guillaumet, avait déposé le 14 novembre 1838 un brevet pour un équipement de plongée. Il s'agissait du premier détendeur connu, alimenté en air de surface par une pompe. Mais cet équipement incluait aussi une sorte de corsage que le plongeur pouvait gonfler avec l'air venu à pression de la surface et qu'il pouvait aussi vider avec une valve manuelle, ce qui lui permettait de se stabiliser en permanence dans l'eau, en équilibrant sa flottabilité. L'appareil plongeur de Guillaumet ne connut pas de suite mais il fonctionnait de la même manière que le direct system de nos jours .

### Ledirect systemmoderne
Le direct system fut lancé dans le marché des équipements de plongée par la société américaine Scubapro en 1971. Jusqu'alors les plongeurs avaient utilisé des collerettes (ou bouées) stabilisatrices basées sur la « collerette de sécurité » inventée par Frédéric Dumas en 1950. Des exemples de telles collerettes et bouées furent celles des marques Aérazur (premier modèle en 1958) ou Fenzy (premier modèle en 1961), dont le système de gonflage était alimenté en gaz par une réserve d'air ou de CO2, réserve séparée de la réserve principale du plongeur et portée sur un côté de la bouée. Ce premier système de gonflage était donc séparé et ne venait pas directement de la principale réserve d'air du plongeur, c'est pourquoi le système de Scubapro reçut le nom de direct system, car son système de gonflage venait directement de la réserve principale d'air. De nombreux plongeurs ayant utilisé des bouées Aérazur ou Fenzy abandonnèrent ainsi leur réserve séparée et adaptèrent leur bouée à un direct system, le temps d'acquérir un gilet stabilisateur, gilet qui fait office de bouée et qui de ce fait peut parfaitement être appelé ainsi. Les termes « collerette » et « bouée » sont le plus souvent utilisés pour l'ancien système à réserve séparée alors que les termes « gilet », « stab » ou « SGS » sont le plus souvent utilisés pour le système gonflable avec direct system. C'est dans les années 1990 que le direct system finit par s'imposer complètement. Couplé à un gilet stabilisateur il est de nos jours devenu d'usage généralisé.

## Raison de l'utilisation dudirect system
Avant l'avènement du direct system et même avant l'avènement des collerettes et bouées stabilisatrices à réserve séparée, les plongeurs étaient obligés de maintenir en permanence un palmage de sustentation pour se maintenir au niveau de profondeur qu'ils souhaitaient, ou tout simplement pour ne pas couler. Cela les forçait à maintenir une excellente forme physique mais les poussait aussi à consommer une plus grande quantité d'air que s'ils n'avaient pas été obligés de palmer pour maintenir leur flottabilité. Effectivement l'effort physique investi dans le palmage de sustentation augmente les besoins en oxygène du plongeur, ce qui a pour conséquence physiologique une augmentation, même inconsciente, du rythme respiratoire et du débit que le plongeur fait de l'air de sa réserve. Le palmage de sustentation a donc été à l'origine d'essoufflements (un essoufflement est une dyspnée expiratoire). Le fait de remonter avec une bouée stabilisatrice à réserve séparée permit d'abord aux plongeurs de remonter au repos pendant les dernières minutes de leurs immersions, en leur épargnant le palmage et par là même un possible essoufflement. Par la suite, avec l'arrivée des gilets équipés de direct system, les plongeurs purent enfin se stabiliser en permanence, en puisant de leur propre réserve d'air respirable l'air nécessaire au gonflage de leur gilet. Cela consomme une partie de l'air de la réserve respirable du plongeur, mais le gain obtenu grâce à une respiration moins soutenue lors d'une plongée calme et maîtrisée sans palmage de sustentation compense largement cette perte. De plus les plongeurs de tous niveaux, même les moins expérimentés, connaissent la technique du « poumon-ballast », qui consiste à provoquer des gains et des pertes de profondeur grâce à l'usage sciemment maîtrisé de l'air contenu dans les poumons. La technique du poumon-ballast ne suffit pas à se stabiliser à toute profondeur, elle est surtout destinée à être utilisée en accompagnement d'une bouée ou d'un direct system pour se passer de l'usage de l'inflateur lors de légères variations de profondeur et ainsi diminuer la consommation d'air pour le gilet stabilisateur.
L'invention du direct system a donc permis de diminuer la quantité d'air comprimé emporté par les plongeurs tout en augmentant la profondeur et la durée de leurs plongées.